# Видеосендер
Видеосендер (англ. videosender — составное из video — «видео», sender — «отправитель, посылатель») — обычно комплект из передатчика (трансмиттера, tx) и приёмника (ресивера, rx), позволяющих передавать видео, часто — вместе со звуком, на различные расстояния, величина которых зависит от конкретного типа и технической спецификации комплекта. Используются для обхода существующих ограничений на длину видео/аудио кабеля и для «переправки» сигнала через сложные препятствия и труднодоступные места.
Передатчик подключается к источнику сигнала, например — к спутниковому ресиверу, компьютеру, плееру видеодисков или кассет, игровой приставке и пр., в свою очередь приёмник подключается к месту назначения сигнала — телевизору, проектору, плате видеозахвата. В большинстве случаев, видеосендер — это «чёрный ящик» для потребителя, замена кабеля, каким разъёмом подключается источник к трансмиттеру, таким же разъёмом подключается ресивер к устройству назначения. Пользователь не участвует в работе протокола передачи данных. Однако, существуют видеосендеры с возможностью управления через компьютер (внешнего программного управления) и с различными встроенными конвертерами, в том числе с АЦП и ЦАП.

## Беспроводные видеосендеры
Единственный доступный способ беспроводной передачи видеосигнала является радиовещание. Другие беспроводные способы (оптический, к примеру — лазером; акустический, к примеру — ультразвуком) имеют ряд ограничений на зону видимости приёмника относительно источника.
Для радиовещания выбирается частота, обычно, в нелицензируемом секторе радиочастот (чтоб бытовая электроника не мешала работать гос. службам). Большинство комплектов настроено на работу на несущей частоте в пределах от 1 ГГц до 7 ГГц, но есть примеры, когда видеосендер работает и на частоте 60 ГГц. Наиболее популярными являются частоты 2,4 ГГц и 5 ГГц.

### Цифровой сигнал
В бытовой электронике для передачи цифрового сигнала в большинстве случаев используются стандарты (разъёмы) HDMI и DVI. Они совместимы друг с другом, так как, очень упрощенно, HDMI — это некоторые режимы DVI и цифровой звук в одном кабеле. Для беспроводной передачи цифрового видеосигнала существует немало стандартов, как самостоятельных, так и использующих в качестве базового Wi-Fi, см. Беспроводной HDMI

### Аналоговый сигнал
Широко используемыми стандартами (разъёмами) для передачи аналогового аудио-видео сигнала являются композитные RCA «тюльпаны», а также более совершенные — компонентный YPbPr, D-SUB (VGA), S-Video. Но в эпоху повсеместной цифровизации устройств с поддержкой низкокачественного аналогового сигнала становится всё меньше. Однако, на рынке всё ещё можно встретить множество экземпляров, часто — вариаций одного и того же устройства, отличающихся лишь названием/формой корпуса/цветом и имеющих низкую цену и соответствующее качество. Принцип их передачи сигнала схож с принципом аналогового телевещания, который до сих пор повсеместно используется на территории бывшего СНГ.

## Проводные видеосендеры
Сендеры, которые соединяются физической проводкой различного характера.

### По витой паре
Существуют комплекты как для передачи аналогового, так и для передачи цифрового аудио-видео сигнала. В этой конфигурации трансмиттер и ресивер соединяются кабелями витой пары 5-й, 6-й, 7-й категории, обжатой стандартными разъёмами RJ-45; нередко, для передачи высококачественного HD-сигнала соединение происходит одновременно двумя независимыми кабелями витой пары. Также, иногда передатчик и приёмник требуют подключения к электросети, дабы усилить сигнал при помощи встроенного усилителя и увеличить дальность действия комплекта.

### По оптическому кабелю
Иногда бывает, что для передачи аудио-видео сигнала невозможна прокладка толстого, медного кабеля, но щель или небольшой желобок к приёмному устройству всё же имеется. Тогда на помощь приходит передача сигнала по тончайшему оптическому кабелю. Толщина его может колебаться от 0.25 мм до 3 мм в диаметре, расстояние же передачи может быть вплоть до нескольких километров а возможная пропускная способность у такой несущей линии очень высокая.

### По невыделенной проводке (псевдо-беспроводной способ)
При невозможности прокладки отдельного кабеля, видеосигнал можно передать через существующую проводку, использующуюся для других целей. Например PLC, или передача через TCP/IP по существующей ЛВC.

#### PLC
С помощью данной технологии можно передавать сигнал, в том числе — высококачественный HD (с использованием сжатия) по бытовой электросети. Средней реальной пропускной способности 20-40 мегабит/с для этого вполне достаточно. При этом максимальное расстояние может очень сильно разниться в зависимости от качества проводки и наличия посторонних шумов от других электроприборов. Существуют как решения, подключаемые непосредственно к розетке, так и конфигурации, в которых используются переходники с PLC на LAN (витую пару), к которым, в свою очередь, подключаются видеосендеры, осуществляющие передачу уже по витой паре. Но подойдёт не любой LAN-сендер, так как не все из них используют витую пару стандартизированным способом.
Наибольших успехов в передаче видеосигнала и звука по электросети на сегодняшний день достигли тайваньская A+V Link и корейская Itrio.